# Krasnodar
Krasnodar (în rusă Краснодар) este un oraș care se află în regiunea Krasnodar, la 1.540 km distanță de Moscova, Rusia. Orașul are 1.100.000 de locuitori (2021). Așezarea geografică a orașului este: 45,03° nord, 38,98° est.
Krasnodar este centrul administrativ al regiunii Krasnodar.

## Istorie
Krasnodar a fost întemeiat ca cetate în 1793 de Ecaterina a II-a a Rusiei sub numele Ekaterinodar (Екатеринодар). Odată cu construcția căii ferate în secolul 19, orașul a început să crească. Orașul poartă numele actual din 1920. Între august 1942 și februarie 1943 orașul era ocupat de germani.

## Economie
Pe timpul Uniunii Sovietice, orașul s-a dezvoltat ca centru industrial. 

## Transportul în comun
Tramvaiele și omnibusele au alcătuit transportul în comun al orașului până în 1990. Marșrutka (noul sistem de transport) a început după aceea să înflorească.

## Personalități născute aici
- Liubov Rusanova (n. 1954), înotătoare;
- Serghei Litvinov (1958 – 2018), atlet rus;
- Evgheni Lipeev (n. 1958), sportiv practicant de pentatlon modern;
- Serghei Anatolievici Torop (cunoscut ca Vissarion, n. 1961), mistic;
- Anna Netrebko (n. 1971), soprană;
- Irina Karavaeva (n. 1975), sportivă la trambulină⁠(d);
- Emine Djaparova (n. 1983), politiciană, jurnalistă ucraineană de etnie tătară crimeeană;
- Inna Zhukova (n. 1986 ), sportivă la gimnastică ritmică;
- Aleksandra Panova (n. 1989), tenismenă;
- Anna Sen (n. 1990), handbalistă.

## Orașe înfrățite
Din 1979 există contacte între Karlsruhe și Krasnodar. Din 1992 există între cele două orașe un contract oficial de înfrățire.

## Educație și cultură
Orașul deține mai multe teatre, biblioteci, muzee și o largă gamă de facultăți. Orașul are cea mai mare facultate de agronomie din Rusia.